# キリストとサマリアの女 (カラッチ)
『キリストとサマリアの女』（キリストとサマリアのおんな、伊: Cristo e la Samaritana、英: Christ and the Samaritan Woman）、または『井戸端の女』（いどばたのおんな、伊: Cristo e la Samaritana al pozzo、英: The Woman at the Well）は、イタリアのバロック絵画の巨匠アンニーバレ・カラッチが 1594-1595年にキャンバス上に油彩で制作した絵画である。サンピエーリ宮殿のフレスコ画と同じ装飾プロジェクトの一環として描かれた。現在、ミラノのブレラ美術館に所蔵されている。なお、数年後、画家は、本作よりずっと小さい改変作 (ブダペスト国立西洋美術館) も制作した。

## 主題
本作の主題は、『新約聖書』中の「ヨハネによる福音書」(第4章7-15) から採られている。

ひとりのサマリヤの女が水をくみにきたので、イエスはこの女に、「水を飲ませて下さい」と言われた。・・・すると、サマリヤの女はイエスに言った、「あなたはユダヤ人でありながら、どうしてサマリヤの女のわたしに、飲ませてくれとおっしゃるのですか」。これは、ユダヤ人はサマリヤ人と交際していなかったからである。イエスは答えて言われた、「もしあなたが神の賜物のことを知り、また、『水を飲ませてくれ』と言った者が、だれであるか知っていたならば、あなたの方から願い出て、その人から生ける水をもらったことであろう」。・・・女はイエスに言った、「主よ、あなたは、くむ物をお持ちにならず、その上、井戸は深いのです。その生ける水を、どこから手に入れるのですか。・・・」。イエスは女に答えて言われた、「この水を飲む者はだれでも、またかわくであろう。しかし、わたしが与える水を飲む者は、いつまでも、かわくことがないばかりか、わたしが与える水は、その人のうちで泉となり、永遠の命に至る水が、わきあがるであろう」。女はイエスに言った、「主よ、わたしがかわくことがなく、また、ここにくみにこなくてもよいように、その水をわたしに下さい」。

## 作品
この絵画は、ルドヴィコ・カラッチの『キリストとカナンの女』とアゴスティーノ・カラッチの『キリストと姦淫の女』とともに、イエス・キリストが女性に出会う福音書の場面を表す連作をなしている。これら3点の絵画は、すべて扉の上の作品として制作された。1811年に、ブレラ美術館は、これらの絵画を他の数点の絵画といっしょにサンピエーリ・コレクションから購入した。

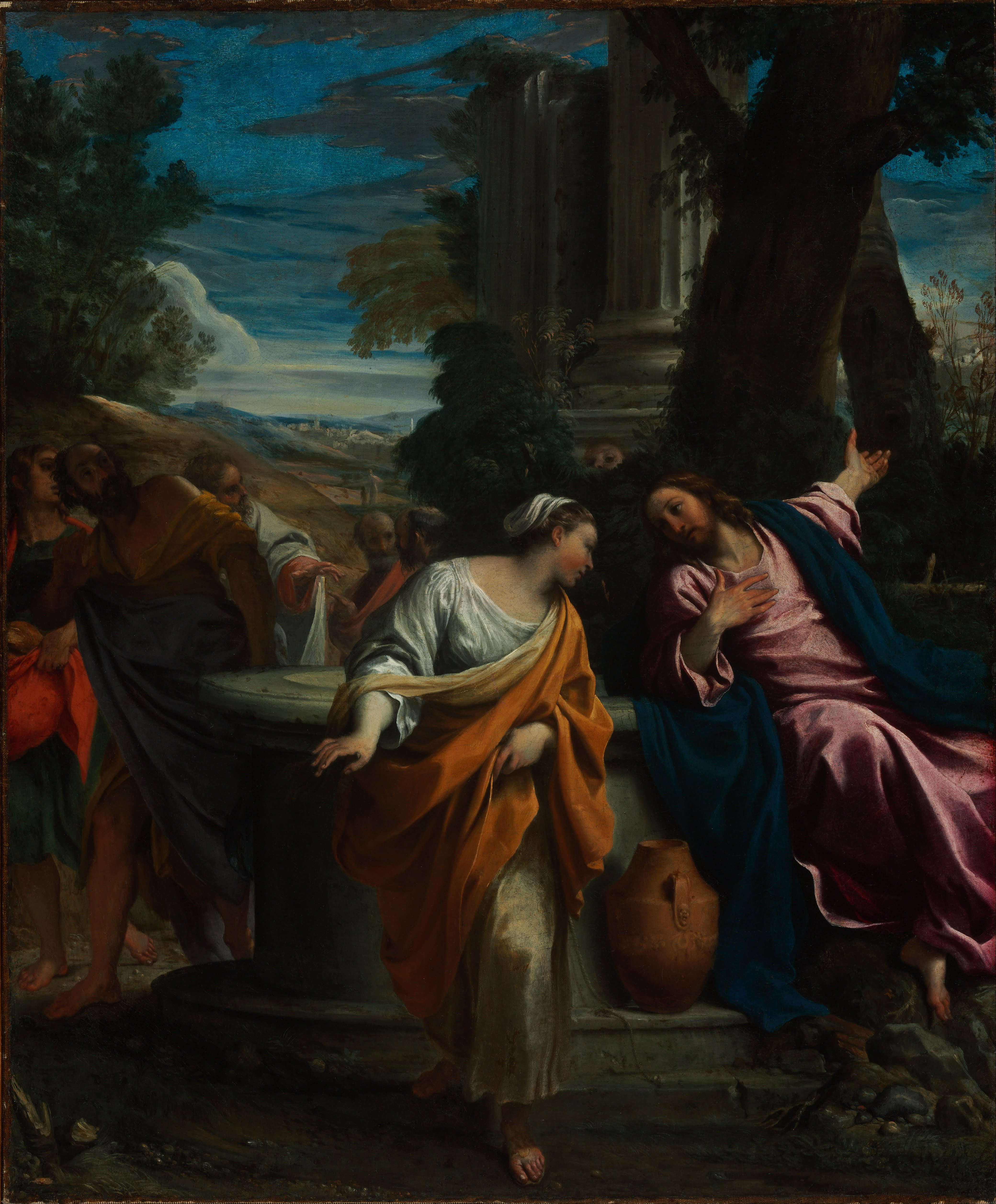
ブダペスト国立西洋美術館の改変作

本作は、アンニーバレの受けたヴェネツィア派の影響が中部イタリアの絵画の伝統と融合し始めた時期、すなわち彼がルネサンスの巨匠コレッジョの作例に立ち返った時期に制作された。様式的には、ルーヴル美術館の『キリストの復活』 (1593年) に類似している。作品はヴェネツィア派のヴェロネーゼの影響を示しているばかりでなく、古典的様式を非常に表しているため、デニス・マホンは「前プッサン的」であると呼んだ。作品は、以前ルドヴィコ・カラッチに帰属され、後にアゴスティーノに帰属されなおした準備素描 (大英博物館) にもとづいているが、アンニーバレはその素描をいくつかの点で変更している。
本作と『聖ロクスの施し』 (アルテ・マイスター絵画館、ドレスデン) は、アンニーバレの生前に版画化された画家初期の2点の絵画である。本作の版画は、グイド・レーニ、またはフランチェスコ・ブリツィオ (Francesco Brizio) に帰属されるが、ごく一部の研究者はアンニーバレ自身に帰属している。その初版は、絵画が完成した直後の1595年に制作されている。